# Bayem (Kasembon)
Bayem is een bestuurslaag in het regentschap Malang van de provincie Oost-Java, Indonesië. Bayem telt 6016 inwoners (volkstelling 2010).